# Château de Montières
Le château de Montières est situé sur le territoire de la commune d'Amiens, dans le département de la Somme. Il est entouré d'un parc public.

## Historique
Le château de Montières fut construit en 1820 pour le baron d'Halloy d'Hocquincourt issu d'une famille amiénoise de hauts magistrats. Le bâtiment reprend l'architecture brique et pierre traditionnelle en Picardie. Il subit des transformations en 1905.
En 1940, la baronne devenue veuve en fit don à la Communauté missionnaire Notre-Dame des Apôtres pour que les religieuses puissent dispenser des soins à la population. En 1971, l'entretien du bâtiment étant une charge trop lourde pour elles, les religieuses le vendirent pour un franc symbolique à la ville d'Amiens.
Après l'incendie de 1989, le château fut remis en état et devient une maison de retraite. Il abrite aujourd'hui des appartements et des locaux associatifs.

Le Château
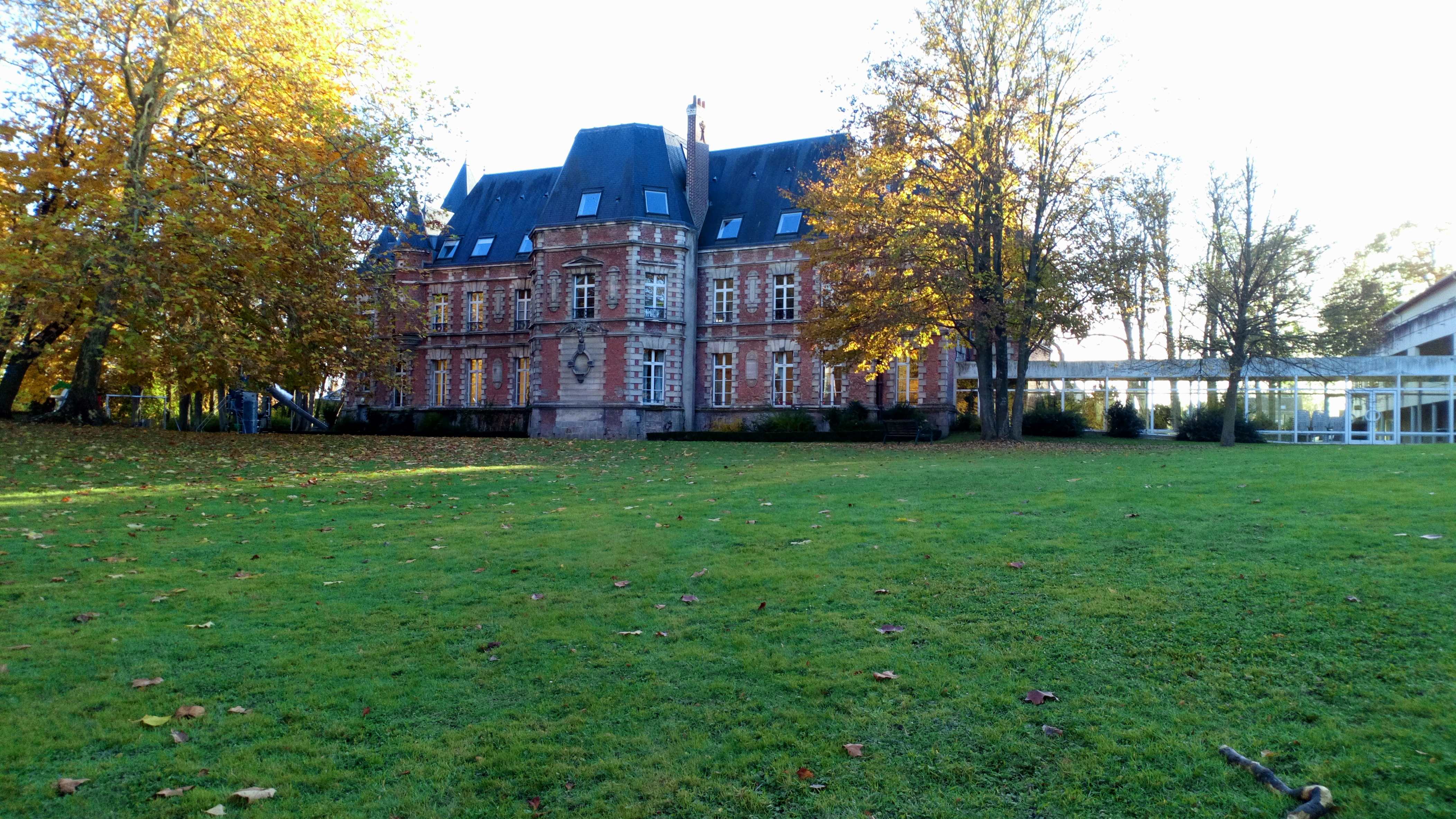
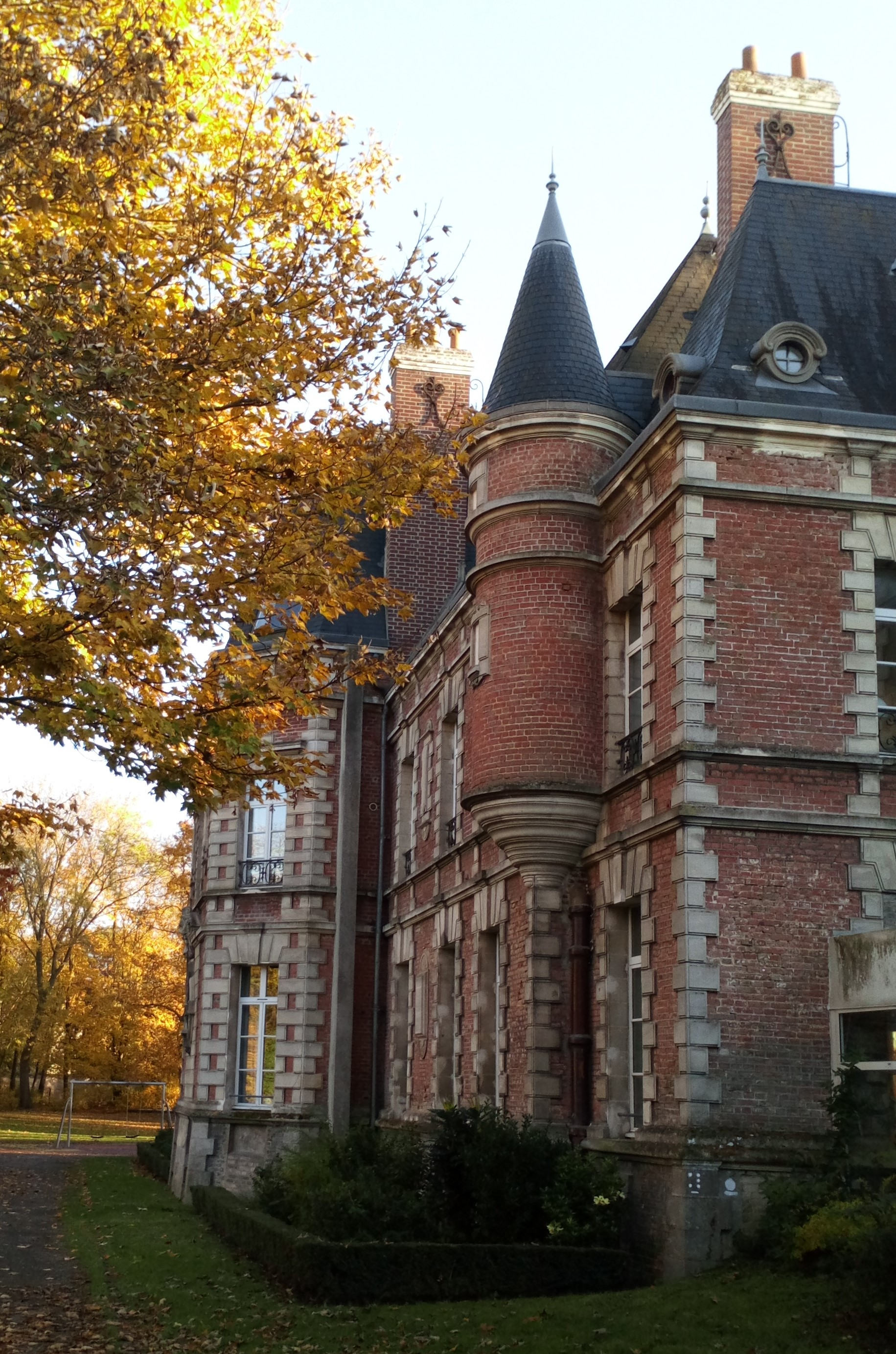
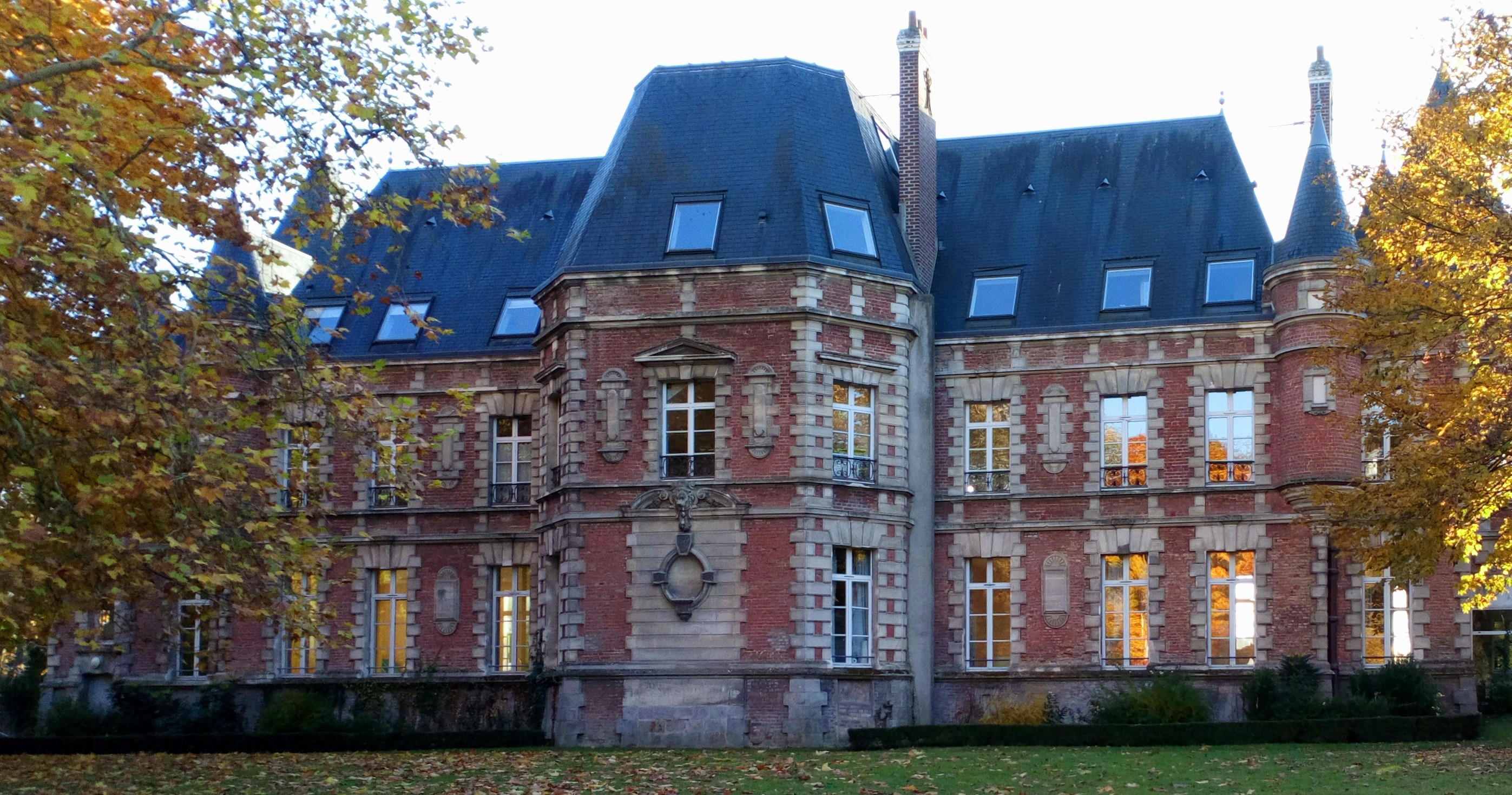

## Caractéristiques
Le château de Montières est une construction en brique et pierre sur trois niveaux dont un sous toiture. Il est composé d'un pavillon central avec deux ailes latérales, prolongées à chaque extrémité par un pavillon quadrangulaire en saillie.
Le parc comporte des arbres remarquables, en particulier un savonnier et deux platanes.

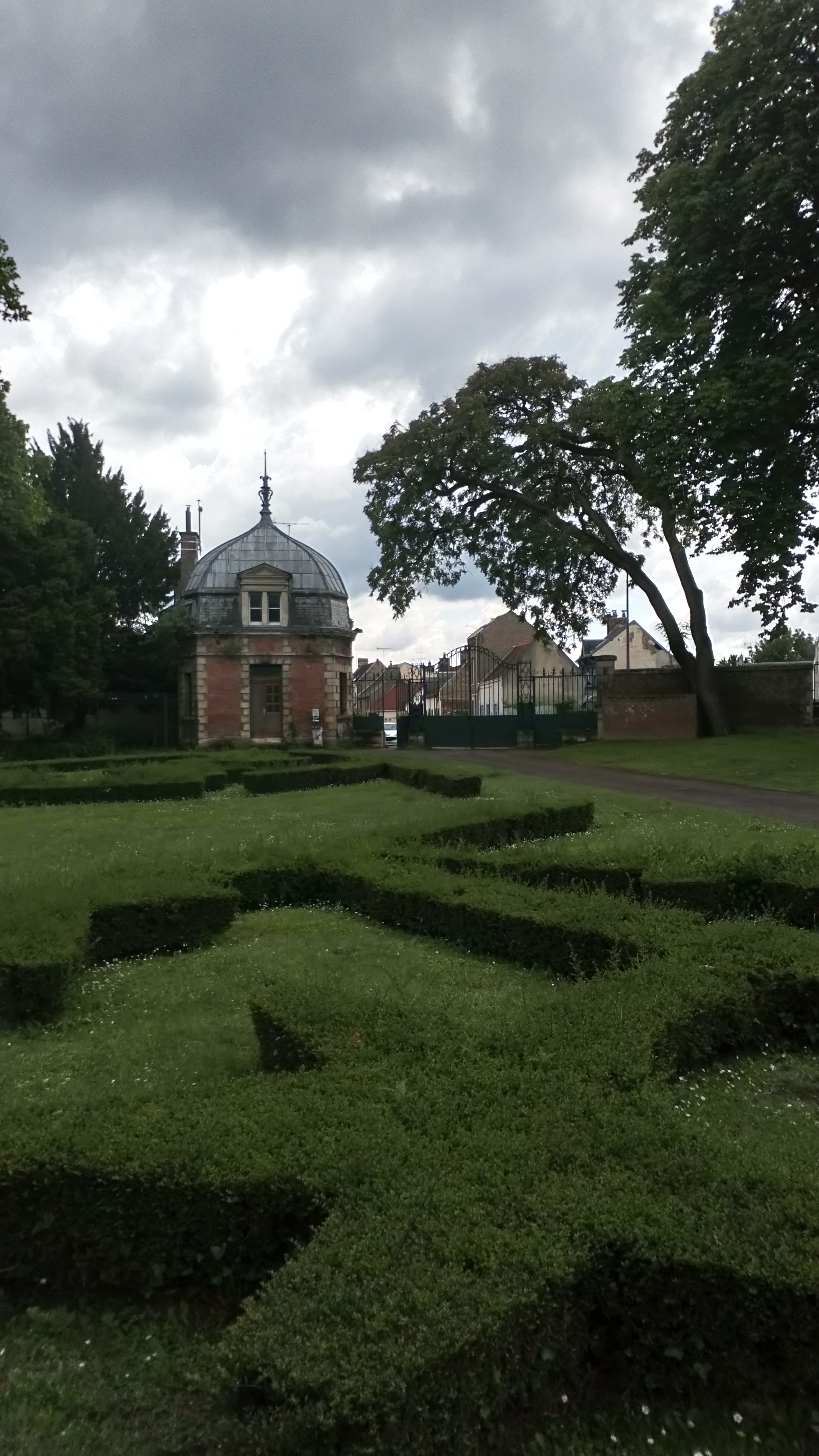
Le savonnier dans le parc.
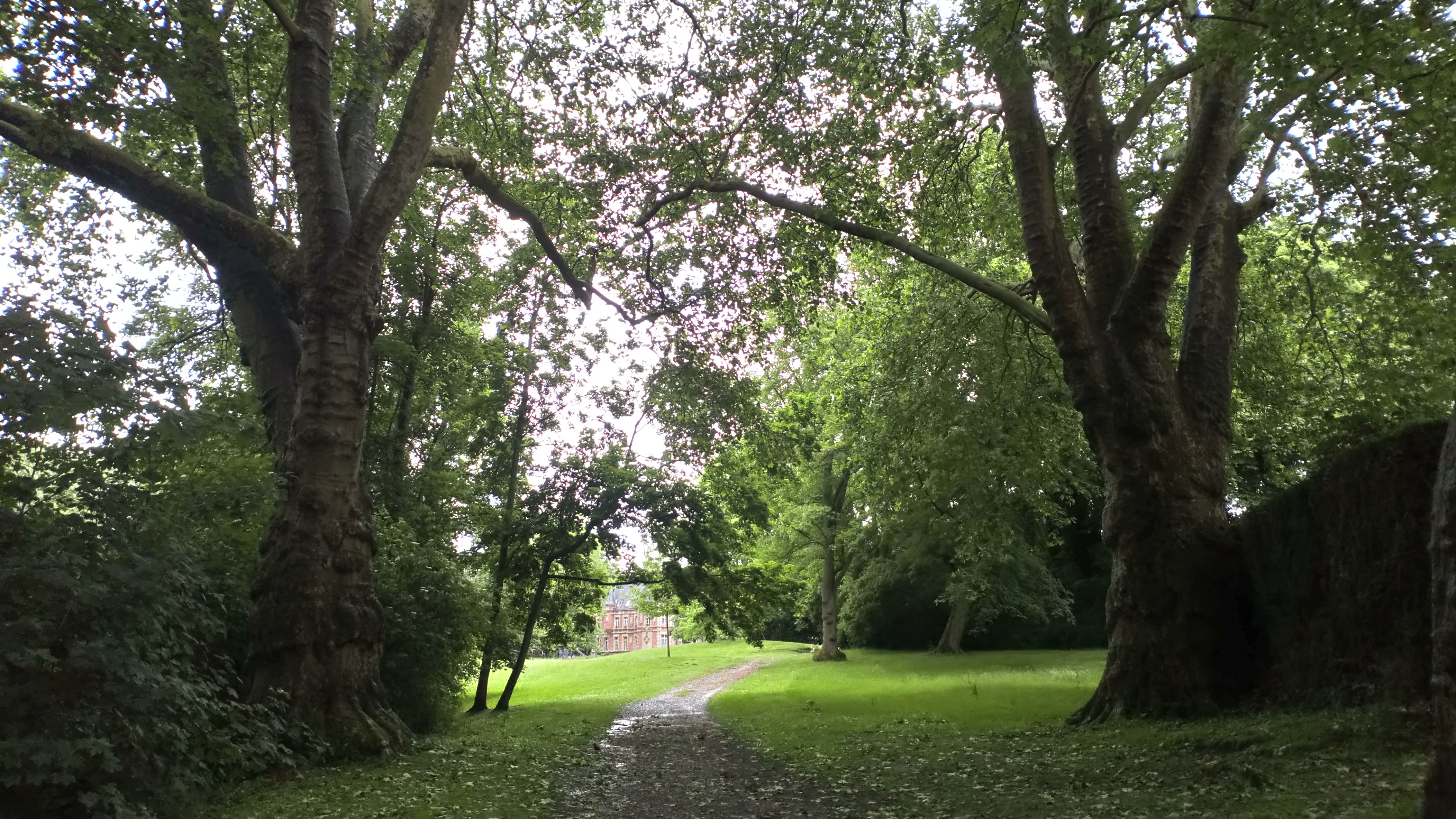
Les platanes remarquables.
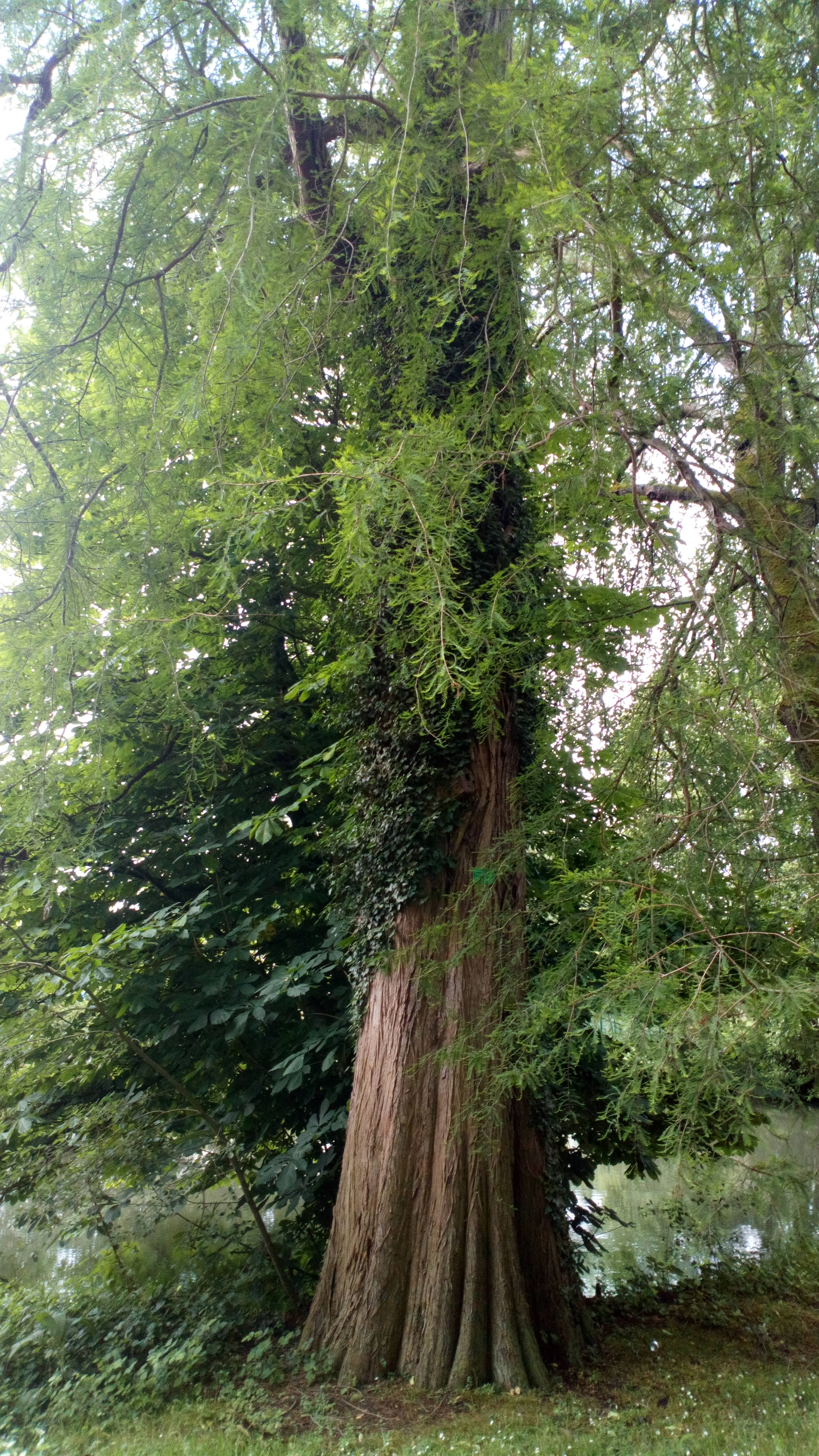
Un cyprès chauve.

## Pour approfondir